# Zeta Reticuli
Zeta  Reticuli, Latin hóa từ ζ  Reticuli, là một hệ sao kép rộng nằm ở phía nam của chòm sao Reticulum. Từ bán cầu nam, cặp đôi này có thể được nhìn thấy như một ngôi sao đôi bằng mắt thường trên bầu trời rất tối. Dựa trên các phép đo thị sai, hệ thống sao này nằm ở khoảng cách khoảng 39,3 ly (12,0 pc)     từ Trái Đất. Cả hai ngôi sao đều có các tính chất tương tự như Mặt trời. Chúng thuộc nhóm Sao dịch chuyển Zeta Herculis có chung nguồn gốc.

## Danh pháp
Ở mức giảm −62 °, hệ thống sao này không thể nhìn thấy từ vĩ độ + 53 °Của Anh. Tên định danh của Bayer cho hệ sao này, Zeta (ζ) Reticuli, bắt nguồn từ bản đồ sao năm 1756 của nhà thiên văn học người Pháp Abbé Nicolas Louis de Lacaille. Sau đó, hai ngôi sao đã nhận được các chỉ định riêng biệt trong Bức ảnh Cape Durchmusterung, được xử lý từ năm 1859 đến 1903, sau đó trong Danh mục Henry Draper, được xuất bản từ năm 1918 đến 1924.